# 水木悦子
水木 悦子（みずき えつこ、1966年12月24日 - ）は、エッセイスト、水木プロダクション社員。本名は武良 悦子（むら えつこ）。東京都出身。父は漫画家の水木しげる、母は武良布枝。

## 概要
1966年に水木しげるの次女として生まれる。誕生日は姉・尚子と同じ12月24日。幼少の頃から水木しげるの漫画作品に度々登場している。
短大卒業後に水木プロ入社。父・水木しげるを公私ともに支え、ニューギニア、イースター島、西アフリカなど海外への取材旅行にも同行していた。当初はメディアにも本名で活動していた。
2003年にやのまんからの依頼がきっかけでエッセイの執筆を始める。それに伴い父と水木プロに合わせて「水木悦子」と名義を変えて活動する。

## 家族・親族

### 武良家
（鳥取県境港市入船町、東京都調布市）
- 祖父・亮一
- 祖母・琴江
- 父・茂（漫画家）
- 母・布枝（随筆家）
- 姉・尚子（水木プロ社長）

## 連載
- お父ちゃんと私（やのまん『ようかいどうかわらばん』、2003年 - 2007年）
- お父ちゃんとわたし（角川書店『怪』、2009年 - 2010年）
- ゲゲゲの娘日記（角川書店『怪』、2010年 - 2017年）
- お父ちゃんのきょーいく論（共同通信での月1回連載。地方紙に掲載、2015年）

## 作詞
- 氷川きよし「見えんけれども おるんだよ」（作曲：田中公平、編曲：田中公平・東大路憲太）※フジテレビ系テレビアニメ『ゲゲゲの鬼太郎（第6期）』エンディングテーマ

## 著書
- 『お父ちゃんと私―父・水木しげるとのゲゲゲな日常』やのまん、2008年3月。ISBN 978-4-903548-11-1。
  - 『お父ちゃんのゲゲゲな毎日』新潮社〈新潮文庫〉、2011年1月。ISBN 978-4-10-134680-9。
- 水木悦子、手塚るみ子、赤塚りえ子『ゲゲゲの娘、レレレの娘、らららの娘』文藝春秋、2010年2月。ISBN 978-4-16-372050-0。
  - 水木悦子、赤塚りえ子、手塚るみ子『ゲゲゲの娘、レレレの娘、らららの娘』文藝春秋〈文春文庫〉、2012年5月。ISBN 978-4-16-780194-6。
- 『ゲゲゲの娘日記』KADOKAWA〈怪BOOKS〉、2017年11月。ISBN 978-4-04-106355-2。
  - 『ゲゲゲの娘日記』KADOKAWA〈角川文庫〉、2022年6月。ISBN 978-4-04-112752-0。